# شا ييبو
شا ييبو (بالصينية: 沙一博) هو لاعب كرة قدم صيني في مركز الدفاع، ولد في 7 يناير 1991 في تشينغداو في الصين. لعب مع كينغداو جونون.